# Agrupació de pallers
L'Agrupació de pallers és una obra de la Torre de Cabdella (Pallars Jussà) inclosa a l'Inventari del Patrimoni Arquitectònic de Catalunya.

## Descripció
Conjunt de quatre pallers, oberts per la part de migdia, d'una a dues plantes d'alçada. L'interior està subdividit en galliner, quadres i magatzems i a la part baixa hi ha quadres antigues. Els murs de pedra, l'embigat de fusta, les encavallades de grans dimensions i les teules de pissarra del país, han estat substituïdes per murs de totxana de vista, forjats ceràmics i coberts de fibrociment de color blanc. Estaven annexes als habitatges del poble formant carrers coberts i protegits.

## Història
S'han perdut els elements constructius del poble tradicional a menys de cinc anys del segle passat.